# Lars Welamsson Björkman
Lars Welamsson Björkman, född på 1610-talet, död 1668, var en svensk fortifikationsofficer.
Lars Welamsson blev student vid Uppsala universitet 1632, där han främst studerade matematik och arkitektur. 1642 var han konduktör vid fortifikationsstaten. 1644 erhöll Lars Welamsson uppdrag att uppföra Söder skans vid "Grinden" söder om Stockholm. Redan tidigare hade han börjat användas vid stadsplanering i Stockholm, och 1646 fick han i uppdrag att medverka vid genomförandet av en ny stadsplan i Nyköping, där han även kom att bosätta sig. 1650 var arbetet klart, då hade från 1649 utsetts till stadsingenjör vid städerna i Södermanland. I samband med utbrottet av Karl X Gustavs första danska krig förordades han att i samarbete med Johan Peter Kirstenius iståndsätta Hasselöskans och Nyköpings slott. Han återupptog efter kriget sina stadsingenjörssysslor och verkade även som lantmätare. Då han 1665 vistades på ett lantmäteriuppdrag vid Stora Kopparberget, förstördes hans gård med allt lösöre vid stadsbranden i Nyköping. 1668 utsågs han till lantmätare i Södermanland.